# Jorge Henrique Papf
Jorge Henrique Papf (Berlín, 1863 - Petrópolis, 1920) fue un fotógrafo  y pintor germano-Brasileño que vivió durante la segunda mitad del siglo XIX  e inicios del siglo XX. Considerado un excelente fotógrafo paisajista, Papf fue el autor del paisaje ilustrativo Guia de Petrópolis de 1885, y también fotógrafo de un panorama en una perspectiva circular de 360° de la ciudad de Petrópolis en 1888. Heredó el papel de su padre, Karl Ernest Papf, con quien vivió en Brasil en 1887 junto con el fotógrafo Alberto Henschel.